# Rybno (powiat koniński)
Rybno – wieś w Polsce położona w województwie wielkopolskim, w powiecie konińskim, w gminie Wierzbinek, na prawym brzegu Noteci.
W latach 1975–1998 miejscowość należała administracyjnie do województwa konińskiego.
W gminnej ewidencji zabytków ujęta jest murowana kapliczka z 1946.